# Urocissa
Urocissa – rodzaj ptaków z rodziny krukowatych (Corvidae).

## Zasięg występowania
Rodzaj obejmuje gatunki występujące w Azji.

## Morfologia
Długość ciała 40–68 cm, masa ciała 106–260 g.

## Systematyka

### Etymologia
- Urocissa: gr. ουρα oura „ogon”; rodzaj Cissa Boie, 1826 (kitta)[8].
- Biophorus: gr. βιος bios „życie”; -φορος -phoros „-noszący”[9]. Typ nomenklatoryczny: Biophorus paradisiacus Temminck & Schlegel, 1850 (= Corvus erythrorynchus Boddaert, 1783).
- Calocitta: gr. καλος kalos „piękny”; κιττα kitta „sroka”[10]. Typ nomenklatoryczny: Calocitta sinensis Bonaparte, 1850 (= Corvus erythrorhynchus Boddaert, 1783).
- Cissopica: zbitka wyrazowa nazw rodzajów: Cissa Boie, 1826 i Pica Brisson, 1760[11]. Typ nomenklatoryczny: Urocissa whiteheadi Ogilvie-Grant, 1899.

### Podział systematyczny
Do rodzaju należą następujące gatunki:
- Urocissa ornata (Wagler, 1829) – kitta ozdobna
- Urocissa caerulea Gould, 1863 – kitta modra
- Urocissa flavirostris (Blyth, 1846) – kitta żółtodzioba
- Urocissa erythrorhyncha (Boddaert, 1783) – kitta czerwonodzioba
- Urocissa whiteheadi Ogilvie-Grant, 1899 – kitta białoskrzydła